# اوری (اوری)

اوری شهری در شهرستان اوری در استان باله در بورکینافاسوی جنوبی است و جمعیت آن ۳۹۰۸ نفر است.